# Mateusz Szczurek
Pour les articles homonymes, voir Szczurek.
Mateusz Szczurek, né le 11 août 1975 à Varsovie, est un homme d'État polonais. Il est ministre des Finances entre 2013 et 2015.

## Biographie

### Formation et vie professionnelle
Il étudie les sciences économiques à l'université de Varsovie, dont il sort diplômé en 1998. Dès l'année précédente, il occupe un poste d'économiste au sein de la banque ING. Il obtient un doctorat à l'université du Sussex en 2005 et se voit promu, six ans plus tard, chef économiste au sein du groupe ING.

### Parcours politique
À l'occasion du remaniement ministère du 27 novembre 2013, Mateusz Szczurek est choisi par Donald Tusk comme nouveau ministre des Finances. Il est reconduit lorsque Ewa Kopacz prend la tête de l'exécutif, en septembre 2014.